# La Vierge de Tolga
 La Vierge de Tolga ou La Mère de Dieu de Tolga (en langue russe : Толгская икона Божией Матери) est une icône de l'Église orthodoxe russe représentant la Mère de Dieu. Elle date du XIIIe siècle, début du XIVe siècle.
Trois copies sont particulièrement réputées parmi les orthodoxes russes. La version du dernier quart du XIIIe siècle est conservée à la Galerie Tretiakov. On lui donne le nom de Vierge de Tolga I ou aussi Grand trône. L'autre, celle qui est considérée comme miraculeuse se trouve au Monastère de Tolga et est désignée sous le nom Vierge de Tolga II.
Il en existe encore deux autres versions appelées l'une Vierge de Tolga III et 
l'autre la Vierge de Tolga de Podkoubenskaïa. Elles datent toutes du XIVe siècle. Celles qui ont suivi plus tardivement, sont nombreuses mais moins remarquables.
Ces icônes sont vénérées comme protectrices des terres de Iaroslavl. Elles sont fêtées le 8 août (selon le calendrier julien).

## Icône de la Vierge de Tolga I ou Grande icône de la Mère de Dieu de Tolga
La plus ancienne de ces icônes, la Vierge de Tolga I se rattache pas son écriture au dernier quart du XIIIe siècle. Il existe plusieurs versions quant à l'origine de l'icône. Ainsi F. Schweinfurth attribue l'icône à un maître italien de l'école de Pise du Duecento, alors que Valentina Antonova l'attribue à une école géorgienne. Ces deux versions des origines ne trouvent pas de tenants. Victor Lazarev admet une affinité spirituelle avec le Duecento mais réfute l'idée d'une ressemblance avec l'art occidental. Certains voient une origine de la ville de Iaroslavl. Le fait qu'elle soit assise sur un trône, ce qui est très courant à cette époque en Italie et à Byzance, permet de supposer que le maître de Iaroslavl qui en serait l'auteur connaissait des icônes de ce type. Il n'en emprunte pourtant rien en ce qui concerne le style,,. L'iconographie de l'icône peut être rattachée à celle de la peinture byzantine du XIIe siècle et du XIIIe siècle, par une série de détails du visage de l'Enfant-Jésus (dessin des sourcils, du nez, les yeux grands ouverts, la bouche, la forme du front, du menton rond, la raie des cheveux) qui se retrouvent sur celui de Jésus-Christ Emmanuel d'une autre icône de Iaroslavl l'«Orante d'Iaroslavl» dite aussi « Grande Panagia » (premier tiers du XIIIe siècle. Au Monastère de Tolga, fondé en 1314, l'icône de la Vierge de Tolga était considérée comme ancienne et célèbre et avait été placée dans la cathédrale au centre de l'édifice en face de l'autel comme l'était l'Orante d'Iaroslavl à Iaroslavl.

### Iconographie

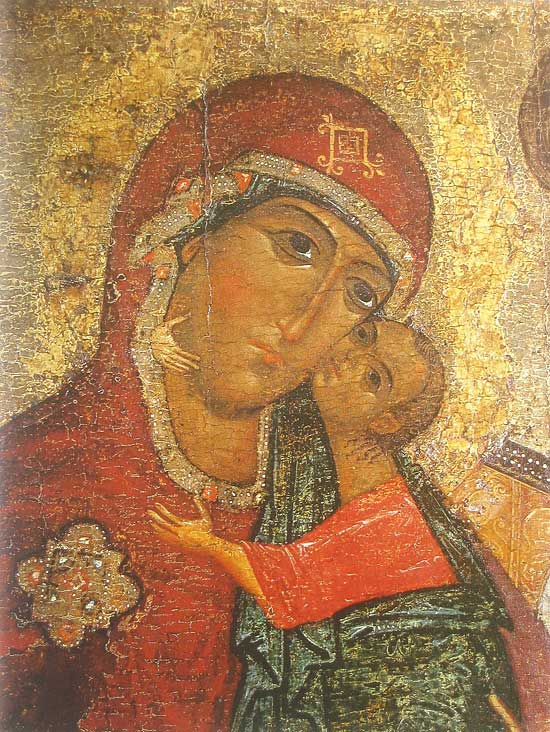
Visage rapproché de la Vierge Marie et son enfant de Tolga I

L'icône est peinte sur une doska en bois de tilleul de 92 sur 140 centimètres. La Vierge Marie est représentée en pied, mais assise sur un trône. Le fond est d'argent. L'enfant Jésus se tient debout sur le genou gauche de sa mère. Il entoure le cou de celle-ci de ses mains et presse sa joue contre la sienne, dans un mouvement brusque. Sa main droite passe derrière et sous le voile rouge et est posée sur la joue de sa mère. Marie le soutient d'une main et le retient de l'autre main. Elle est habillée d'un chiton bleu et d'un maforii maron aux plis très amples. Le maforii est bordé par un liseré argenté garni de perles. Le symbole de la virginité de Marie est représenté sous forme d'un dessin de quatre-feuilles. L'enfant Jésus est représenté vêtu d'un himation rose-rouge et d'un chiton bleu foncé. Au-dessus du trône planent les archanges Michel et Gabriel. Le trône, sur lequel siège la Vierge, est à dossier haut avec des ouvertures cintrées entre lesquelles sont dessinées des plantes ornementales sur des parois ocres. Les visages de Marie et de Jésus sont d'un ocre un peu plus clair et les joues de la Vierge sont légèrement rosées.
Les différents tons cerise, rose, vert, bleu, ocres sont tous en accord parfait. Les rehauts de blancs jouent un rôle important dans la modelé des visages. L'académicien Victor Lazarev écrit à propos de cette icône:
« 
L'icône de Tolga nous offre un type fort sophistiqué de madone de tendresse, qui se distingue par la spontanéité de l'expression. C'est probablement l'icône russe du XIIIe siècle la plus émouvante. Bien qu'elle n'ait pas vraiment une distinction aristocratique elle séduit par sa chaleur et sa spiritualité.
 »

## Icône de Tolga II dite ausside l'apparition

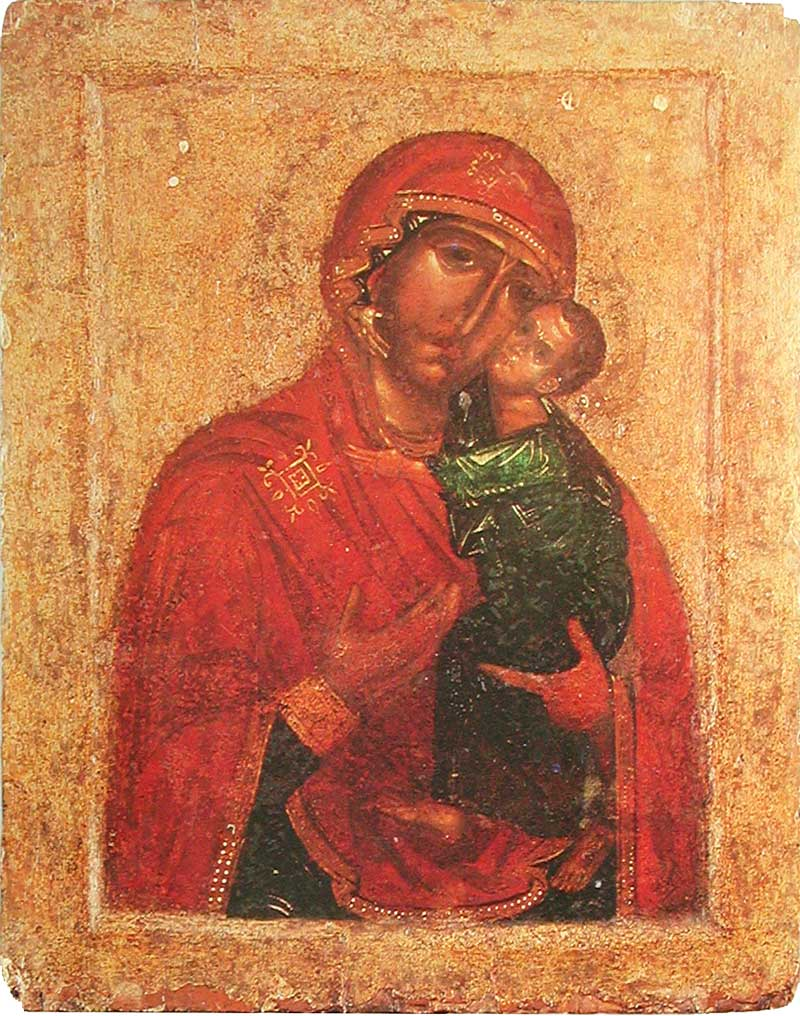
Icône de Tolga II, dite de l'apparition

Une des copies de l'icône de Tolga est appelée de «l'apparition» ou «Tolga II». On lui attribue des pouvoirs miraculeux. Les récits à propos des légendes de miracles ont été écrits au XVIe siècle sur base de traditions locales. L'icône est conservée au monastère de Tolga, qui a été construit à l'endroit où l'icône aurait été découverte. En 1920, elle a été confiée à la collection du Musée d'art de Iaroslavl. En 2003, l'icône est transférée au monastère, tout en restant juridiquement dans le patrimoine du musée de Iaroslavl.

### Légende
La légende lie les origines de cette icône à l'histoire suivante : en 1314 Prokhor, l'évêque de l'éparchie de Rostov et de Iaroslavl, en revenant du Monastère de Kirillo-Belozersky (Saint Cyrille-du-Lac-Blanc) vers Iaroslavl, s'arrête pour la nuit sur les bords de la Volga à six verstes de la ville au confluent de la rivière Tolga. Il voit sur l'autre rive un faisceau de lumière et un pont apparaît, qui traverse la Volga et mène vers elle. Il prend sa crosse d'évêque et va vers l'apparition.
« 
Après avoir atteint la rive opposée, l'évêque a vu l'image de la Sainte Vierge Marie tenant son fils Jésus dans les bras ; l'image n'était pas dans un arbre mais se tenait miraculeusement à une hauteur de cinq coudées, si bien que l'on ne pouvait l'atteindre de la main en se tenant au sol. L'évêque s'incline devant l'image de la Vierge tout en récitant des prières émues pleines de larmes à la  reine du monde . Puis après ces prières il s'en va oubliant sa crosse d'évêque sur place
 »

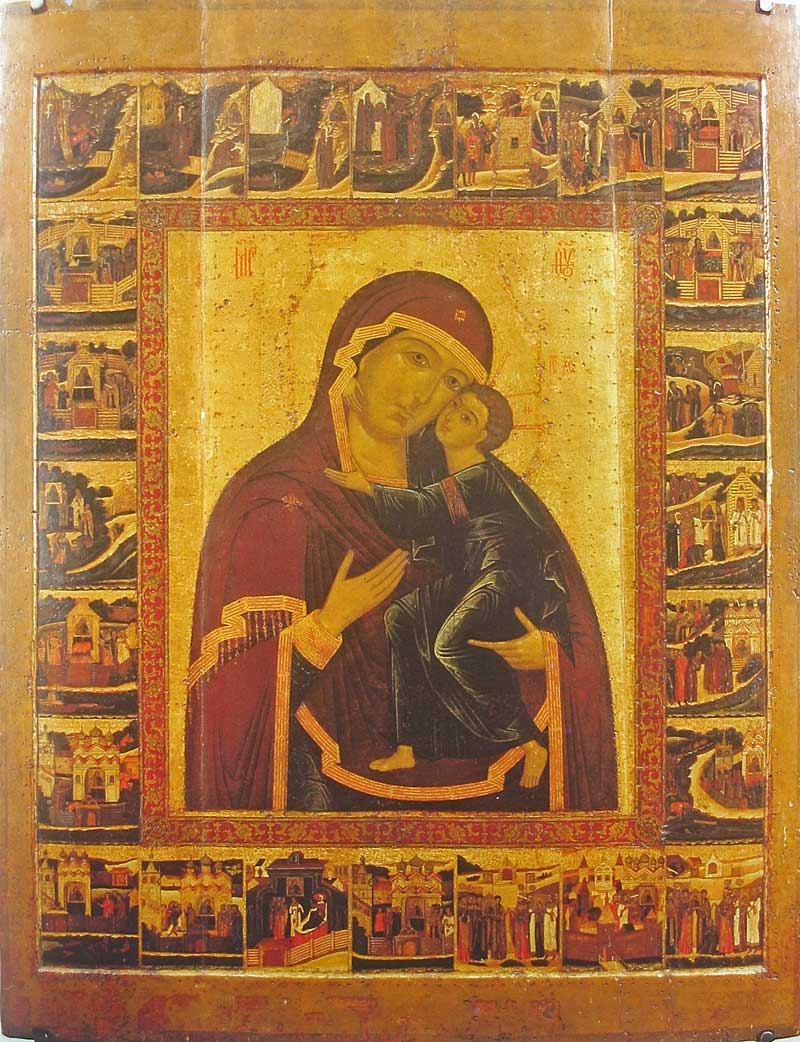
Mère de Dieu de Tolga avec ses kleimos, 1655

Le lendemain matin, l'évêque ne retrouvant plus sa crosse parla de sa vision de la veille. Il donne l'ordre d'aller la rechercher sur la rive et de lui ramener. Ses serviteurs obéissent et trouvent au lieu de sa crosse une icône de la Vierge Marie par terre. À la suite de cette découverte, l'évêque Prokhor ordonne de dégager l'emplacement et de construire une église en bois avec l'aide des fidèles arrivés sur place à la suite de la nouvelle de l'apparition. L'église est érigée le jour même. L'évêque consacre l'église à la fête de la Présentation de Marie au Temple et fonde près d'elle un monastère appelé le monastère Tolga de la Présentation de Marie au Temple. Le jour de la découverte de l'icône, le 8 août, devint celui de la fête qui lui est consacrée.
Cette histoire où la crosse de l'évêque jour un rôle important peut être rapprochée de celle du bâton d'Aaron et du bâton de Moïse interprétés comme le Christ miraculeusement conçu dans le sein de sa mère et destiné au sacrifice de la Rédemption.
La tradition attribue à l'icône de Tolga les miracles suivants :
- Le 16 septembre 1392 — apparition de myrrhe odoriférante sur l'icône lors des matines;
- Résurrection d'un enfant mort amené au monastère pour être enterré, à la suite des prières de ses parents à la Vierge devant l'icône;
- Fin du XIVe siècle — début du XVe siècle — préservation miraculeuse du feu d'un incendie qui détruit l'église. L'icône est retrouvée intacte dans un bosquet du monastère;
- 1553 — guérison d'une maladie du pied du Tsar Ivan le Terrible. En signe de reconnaissance le Tsar ordonne la construction d'une cathédrale en pierre dans le monastère[11];
- 1766 — sauvetage de Iaroslavl de la sécheresse[12].

### Iconographie

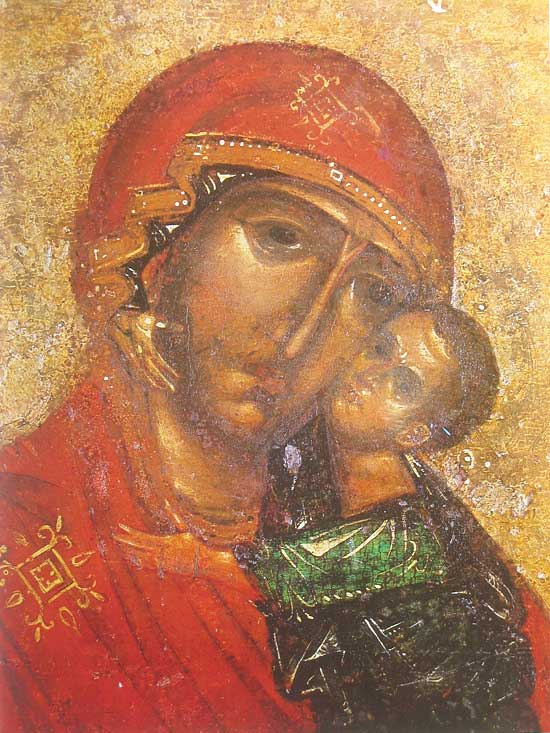
Visages de la Vierge et de l'enfant Jésus de Tolga II

L'icône est peinte sur un tableau de 48 sur 61 centimètres. Selon Victor Lazarev il s'agit d'une version plu simple de l'icône du Trône de Tolga I. La Vierge est représentée en buste et non debout, et Jésus est assis sur le bras de sa mère et non debout. La position des mains de la Vierge Marie est modifiée et est empruntée à l'icône de Notre-Dame de Vladimir mais avec une main droite bénissant plutôt que la gauche.
Pour donner à la Vierge un regard affligé, le peintre souligne les yeux : les pupilles sont représentées en forme d'amandes et de grande taille, les sourcils et les paupières sont entourés de traits blancs, et le bord de la pupille est souligné par des rehauts blancs également. Tout cela contraste avec les orbites avec les orbites sombres du visage de la Vierge.

## Icône de Tolga III

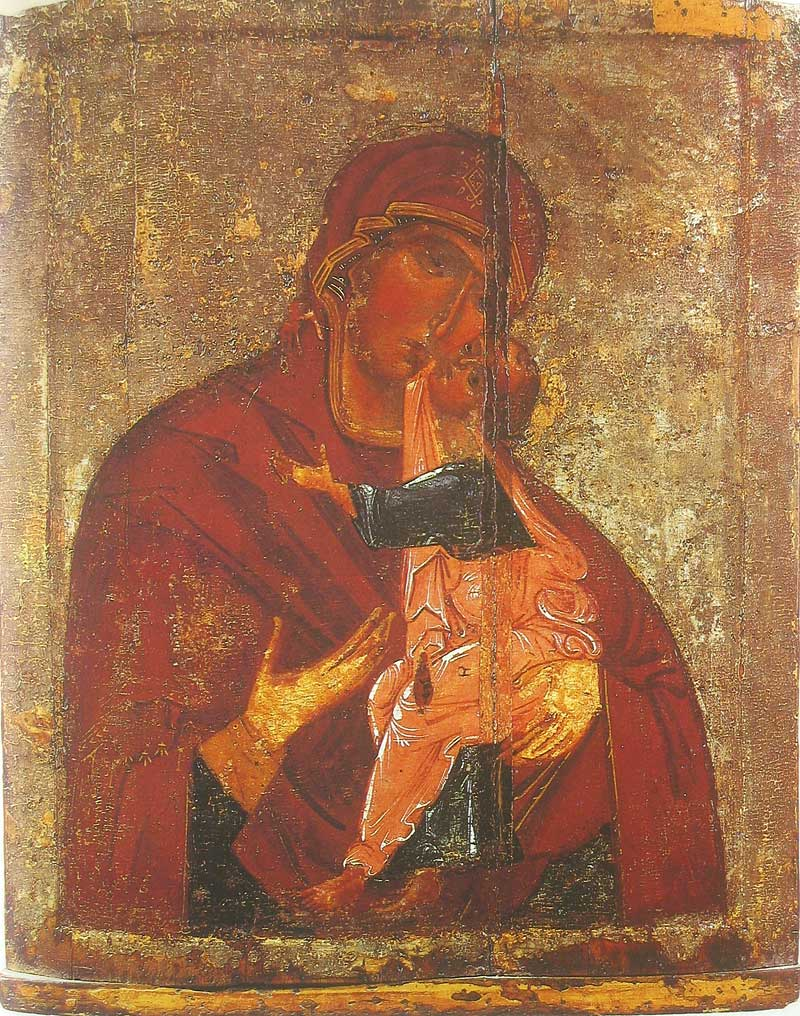
Толгская III

Vers 1327 une copie de l'icône de la Vierge de Tolga est réalisée qui est appelée icône de Tolga III. Elle est d'abord conservée au monastère de Tolga puis elle entre dans les collections de Musée russe à Saint-Pétersbourg.
Elle est moins émouvante que l'icône de l'apparition et présente par contre une série de détails similaires à ceux de la Grande icône de la Mère de Dieu. L'enfant Jésus est représenté assis sur le bras gauche de sa mère. Son visage, comme celui de l' icône de Tolga I a les traits du visage d' Emmanuel de l'icône de l'Orante d'Iaroslavl (premier tiers du XIIIe siècle). L'himation de Jésus est de teinte rose-orange et son chiton bleu foncé. Les plis du vêtement reprennent le dessin de la Grande icône de Tolga I. Les rehauts sont réalisés de la même manière que sur les deux icônes Tolga I et Tolga II.

## Icône de la Vierge de Tolga de Podkoubenskaïa
La Vierge de Tolga du village de Podkoubenskaïa, près de Vologda, se rapproche des icônes pré-mongoles de la Russie de Kiev par son aspect archaïsant, son monumentalisme, ses traits forts et concis, date du XIVe siècle. Avec ses yeux d'une certaine lourdeur elle rappelle aussi les fresques de l'Église de la Transfiguration-du-Sauveur-sur-Néréditsa. Les tons ocres prédominent. Selon Véra Traimond elle est l'œuvre d'un maître de Rostov et de Souzdal. Elle présente aussi des similitudes avec des œuvres de Tver par l'utilisation de l'ocre clair. Tver exerça une influence sur Vologda au XIIIe siècle et XIVe siècle.

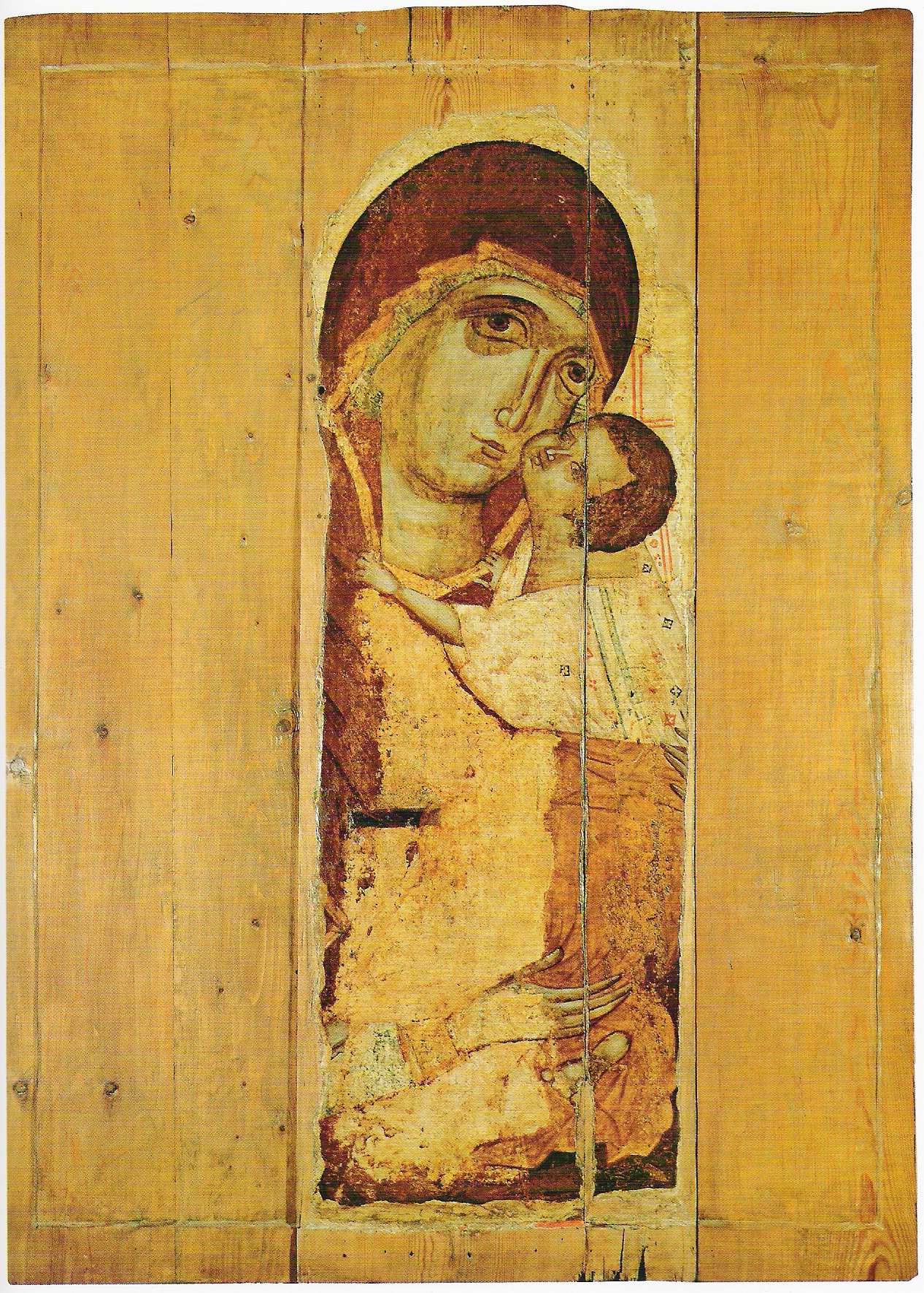
Notre-Dame de tendresse de Koubenskoe
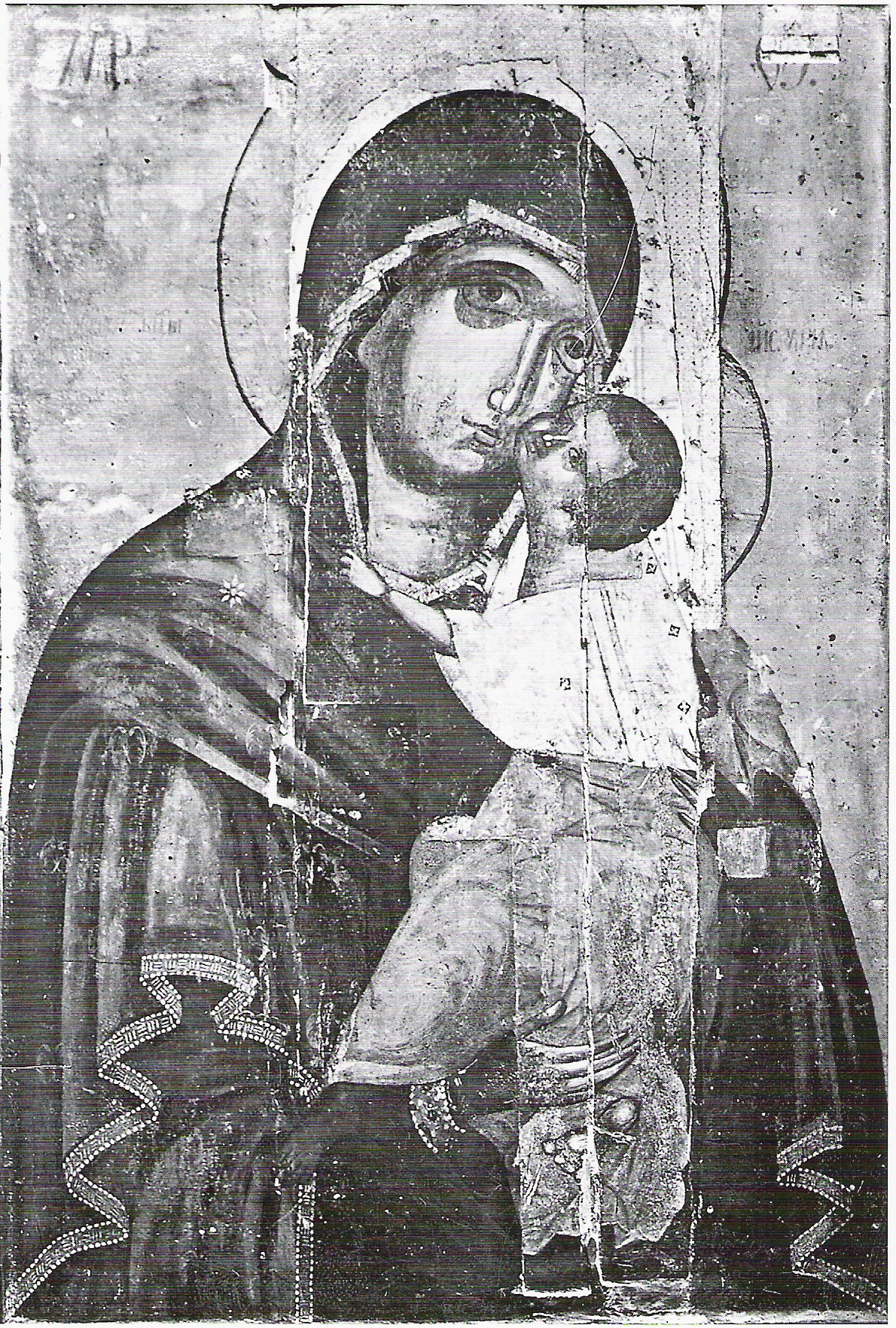
État primitif de la même icône

## Édifices religieux
À la fin du XVIIe siècle début du XVIIe siècle, plusieurs églises sont construites en l'honneur de l'icône de la Vierge de Tolga. Non seulement à Iaroslavl, avec l'église chauffée de Vlasevskaïa près de la Cathédrale de la Dormition de Iaroslavl, mais aussi à Moscou au Monastère Saint-Pierre-le-Haut et au Monastère Nicolas Perevinsky (en).